# Giorgos Alkeos
Giorgos Alkeos (Grekiska: Γιώργος Αλκαίος), egentligen Georgios Papavassiliou  (Grekiska: Γεώργιος Παπαβασιλείου), född 24 december 1971 i Athen, Grekland, är en grekisk musiker under sångareet. Giorgos Alkaios & Friends är en grekisk musikgrupp som bland annat deltog med låten "Opa" för Grekland i Eurovision Song Contest 2010 i Oslo, Norge.

## Karriär

### 1989-1991: Början
Alkaios första TV-framträdande kom i september 1989 vid sjutton års ålder på en av de första dokusåperna i Grekland, "Ela sto Fos", på ET2. Showen var värd för 1 500 unga skådespelare, sångare och dansare. Då återstod bara 20 av dem, bland dem var George Alkaios. Under showen lärde han sig bland annat dans med Daniel Lomel, skådespeleri med Niki Triantaphyllidou och musik med George Chatzinassios.
Under sommaren samma år provspelade han och vann en plats i Minoa Vuanakis pjäs "Sophocles Antigone", med Aliki Vougiouklaki i huvudrollen och med musik av Mikis Theodorakis. Repetitionerna varade i mer än två månader och premiären ägde rum på Ancient Theatre of Epidaurus. Vid den tiden blev Alkaios den yngsta skådespelaren att delta i en historisk föreställning och en historisk teater.
Samma sommar bestämde sig Alkaios för att byta intresse från teater till musik. Sedan introducerade Christos Dantis honom för Vangelis Giannopoulos, regissör för BMG, när han skrev sitt första album för BMG "Aman". Giannopoulos provspelade för honom (då kallades han också George Vassilios) och de bestämde sig för att skriva på ett kontrakt mellan dem. Sedan fann de adjektivet "Alkaios" vackrare som en stil inom akustik. Sommaren 1991 åkte Alkaios tillsammans med sin kollega Christos Dantis på turné i hela Grekland. I september samma år deltog han i Thessalonikis sångfestival med låten "You don not want me to be bold", där han officiellt gick under namnet "George Alkaios". Alkaios besegrade den nya talangen Sakis Rouvas och vann priset för bästa prestation.
Innan sitt debutalbum började Alkaios skriva musik för andra sångare, som Alexia och Notis Sfakianakis. En av de mest anmärkningsvärda låtarna som Alkaios skrivit är "Opa Opa", för Sfakianakis album med samma titel, det första albumet med Minos Music efter att ha lämnat Sony Music Entertainment. En låt som blivit en stor succé och har blivit coverad många gånger, främst av Antique och Despina Vandi.
1992-2003: Debut och succé
1992 släppte Alkaios sitt första album som heter Me a little ... track. Musiken till albumet skrevs av Alkaios, medan texterna skrevs av Evi Droutsas som avslutade inspelningen av albumet som Vangelis Giannopoulos hade startat. Sedan blev låtarna "Ti ti" och "Dynata" framgångsrika. I augusti 2003 skrev han på med Alpha Records, och två månader senare släppte företaget hans debutalbum, Pieces of Soul. και δύο μήνες αργότερα η εταιρεία κυκλοφόρησε για πρώτη φορά άλμπουμ του, με το όνομα Κομμάτια Ψυχής.

## Diskografi
- 1992: Με Λίγο ... Τρακ
- 1993: Αχ.. Κοίτα Με
- 1994: Δεν Πειράζει
- 1995: Εντός Εαυτού
- 1996: Άνευ Λόγου
- 1997: Εν Ψυχρώ
- 1998: Ήχοι Σιωπής
- 1999: Συρματόπλεγμα
- 2000: Προ Των Πυλών
- 2001: Οξυγόνο
- 2002: Karma (EP)
- 2003: Κομμάτια Ψυχής
- 2004: Αίθουσα Αναμονής
- 2005: Αλκαίος Live Tour
- 2006: Νύχτες Από Φως
- 2007: Ελεύθερος
- 2008: Το Δικό Μας Παραμύθι
- 2010: Δώς Μου Λίγο Φώς
- 2011: Deja Vu
- 2015: Marionetes
- 2020: Mosaic
- 2021: My Utopia
- 2021: Zero Room71

### Singlar
- 2016 - Πνεύματα
- 2016 - Τα μαγικά σου χίλια
- 2017 - Μια Ψυχή
- 2017 - Λίγο Φως